# میشل سلیمان
میشل سلیمان (به عربی: میشال سلیمان؛ زاده ۲۱ نوامبر ۱۹۴۸ در عمشیت لبنان) سیاستمدار لبنانی و دوازدهمین رئیس‌جمهور لبنان از ۲۰۰۸ تا ۲۰۱۴ بود. انتخاب او به این سمت، بن‌بست سیاسی در این کشور را که با پایان دوران ریاست‌جمهوری امیل لحود در ۲۳ نوامبر ۲۰۰۷ در لبنان به وجود آمده بود را پایان داد. او یک مسیحی مارونی است. از ژنرال سلیمان به عنوان کسی یاد شده که از ویژگی‌های لازم برای ایجاد وحدت بین بازیگران متنوع سیاسی در لبنان برخوردار است چرا که وی فاصله‌ای برابر با تمام گروه‌ها و بازیگران صحنه سیاست و حکومت در لبنان دارد.
سلیمان در سال ۱۹۷۰ از آکادمی نظامی لبنان به عنوان ستوان دوم فارغ‌التحصیل شد و دارای مدرک کارشناسی در علوم سیاسی و اجرایی از دانشگاه لبنان است. وی به دو زبان انگلیسی و فرانسوی تسلط دارد. میشل سلیمان از سال ۱۹۷۰ تا قبل از برگزیده شدنش به مقام ریاست جمهوری لبنان در ارتش این کشور خدمت کرده‌است و از دسامبر ۱۹۹۸ تا ۲۴ مه ۲۰۰۸ فرمانده ارتش لبنان بوده‌است.

## جوایز و افتخارات
- نشان افتخار جمهوری ارمنستان